# Rozchodka

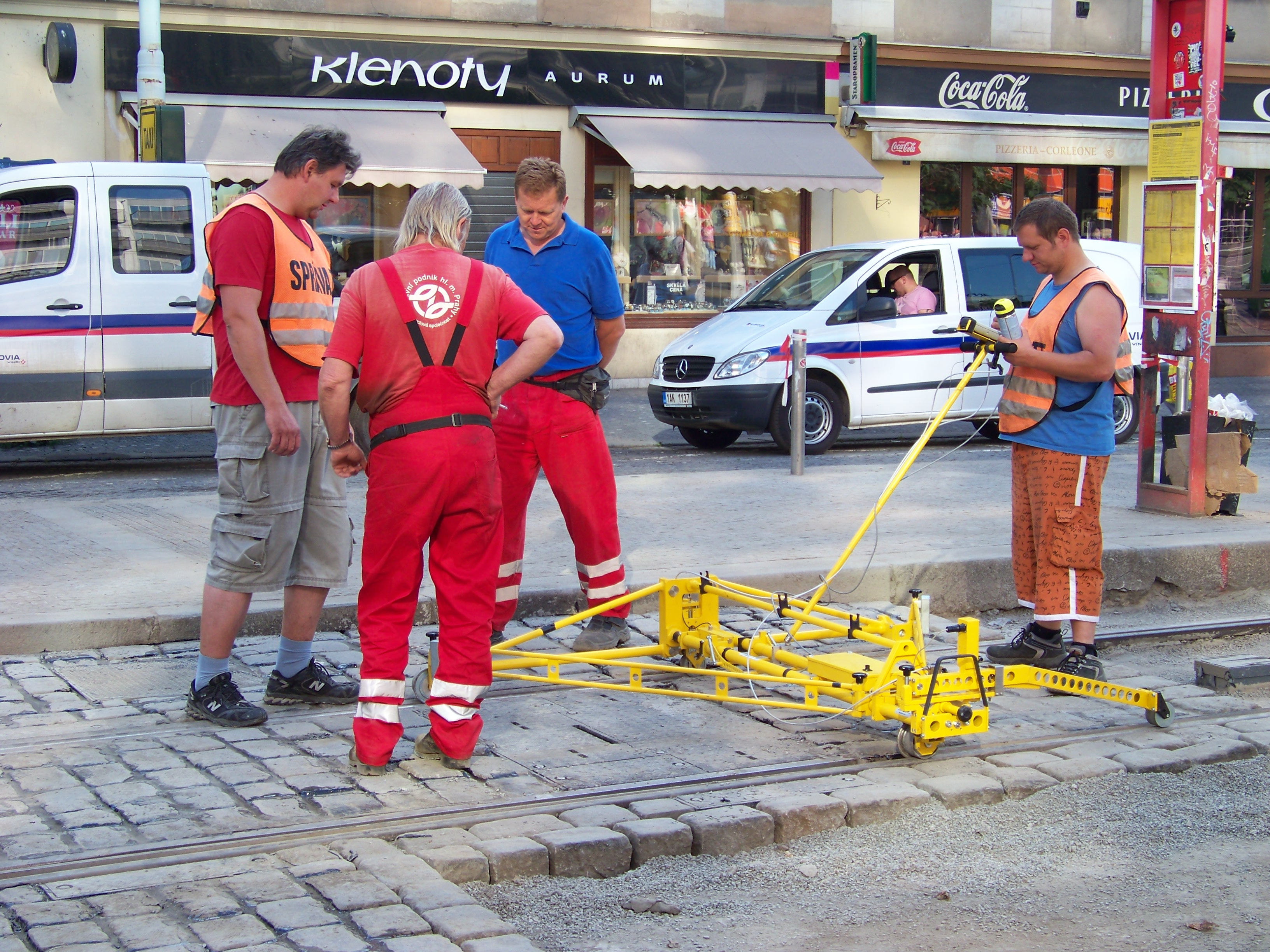
Měření rekonstruované tramvajové trati v Praze u Anděla

Rozchodka je měřicí přístroj k měření rozchodu koleje. Používá se k vymezení správného rozchodu při stavbě trati i při jeho kontrolách v provozu. 
Ruční rozchodkou se měří hodnota rozchodu nezatížené koleje.
Nejjednodušší provedení byla tyč s vymezujícími výřezy stanovujícími přípustné mezní hodnoty, tedy kalibr sloužící pouze ke zjištění, zda se hodnota rozchodu nachází v povolených tolerancích.
Klasická rozchodka, zjišťující již číselnou hodnotu rozchodu, je v principu jednoúčelové posuvné měřítko. Kovová tyč se pokládá na temena kolejnic. Z tyče dolů vybíhá u jednoho jejího konce symetricky uspořádaná dvojice pevných čelistí, jejichž správným přiložením se zajišťuje měření kolmo k ose koleje; kontaktní body jsou přitom ve stanovené hloubce pod temenem kolejnice (tj. u normálního rozchodu 14 mm). U druhého konce je posuvná čelist spojená s ukazatelem na stupnici.
Dále bývá rozchodka vybavena měřidlem založeným na libele, na jehož otočné stupnici lze odečítat přímo hodnotu převýšení kolejnic, již přepočtenou příslušným koeficientem pro měřený rozchod.
Kromě ručních rozchodek používaných v jednotlivých bodech (jednotlivých příčných řezech koleje) jsou stavěny pojízdné rozchodky kontinuálně měřící spolu s rozchodem a převýšením též zborcení koleje. Dnešní elektronické rozchodky jsou schopny o provedeném měření vyhotovit i protokol.
Více o stavu koleje vypovídá měření jejích geometrických veličin pod zatížením. Přístroji pro taková měření jsou vybaveny měřicí vozy stavu trati.